# Халльсберг (коммуна)
Халльсберг (швед. Hallsbergs kommun) — коммуна в Швеции. Входит в состав лена Эребру. Административный центр — Халльсберг.

## География
Коммуна Халльсберг располагается в центральной Швеции в исторической провинции Нерке. 
Кроме города Халльсберг, в состав коммуны входят следующие населённые пункты:
- Бьёрнхаммарен
- Хаддебу
- Юрткварн
- Эстаншё
- Польсбуда
- Самсала
- Шёллерста
- Свенневад
- Вретсторп

## Города-партнёры
- Гифхорн,  Германия
- Тампере,  Финляндия
- Валга,  Эстония